# Ananjiw (Dorf)
Ananjiw (ukrainisch Ананьїв; russisch Ананьев Ananjew) ist ein Dorf im Norden der ukrainischen Oblast Odessa mit etwa 4700 Einwohnern (2004).
Das Dorf Ananjiw liegt am Ufer des Tylihul im Rajon Podilsk und schließt im Westen, Süden und Osten an das Stadtgebiet des ehemaligen Rajonzentrums Ananjiw an.
Durch das 1753 gegründete Dorf verlaufen die Territorialstraßen T–16–23 und T–16–12 und die Regionalstraße P–71. Ananjiw befindet sich 185 km nördlich vom Oblastzentrum Odessa.
Am 12. Juni 2020 wurde das Dorf ein Teil der Stadtgemeinde Ananjiw; bis dahin bildete es zusammen mit dem Dorf Selywaniwka (Селиванівка) die Landratsgemeinde Ananjiw Perscha (Ананьївська Перша сільська рада/Ananjiwska Perscha silska rada, im Westen und Süden gelegen) sowie die Landratsgemeinde Ananjiw Druha (Ананьївська Друга сільська рада/Ananjiwska Druha silska rada, im Osten gelegen) im Zentrum des Rajons Ananjiw.
Seit dem 17. Juli 2020 ist es ein Teil des Rajons Podilsk.